# 北洋广场
北洋广场，位于天津市南开区天津大学卫津路校区的敬业湖旁，是1984年天津大学在筹备天津大学（北洋大学）九十周年建设的校庆工程。北洋广场由彭一刚主持设计。